# Immunglobulin W
Immunglobulin W, abgekürzt IgW, ist eine Klasse von Immunglobulin-Molekülen, deren Vorkommen in verschiedenen Fischen beschrieben wurde. Aufgrund der im Jahr 1996 veröffentlichten Entdeckung dieser Immunglobuline im Sandbankhai (Carcharhinus plumbeus), einem Vertreter der Gattung Carcharhinus, wurde zunächst angenommen, dass IgW nur in Knorpelfischen vorkommen würde. In neueren Untersuchungen konnte IgW jedoch auch in Lungenfischen, einer Klasse der Knochenfische,  nachgewiesen werden.
Zur Struktur und Funktion von Immunglobulin W liegen bisher keine detaillierten Untersuchungen vor. Es ist ortholog zum IgNARC (Ig New Antigen Receptor from Cartilaginous Fish) der Ammenhaie, einem ebenfalls 1996 erstmals beschriebenen Immunglobulin, und zum in der Rochenart Raja eglanteria gefundenen IgX. Alle drei Formen repräsentieren damit voraussichtlich einen gemeinsamen Isotyp. IgW besitzt nach den veröffentlichten Daten zur DNA-Sequenz der entsprechenden Gene wahrscheinlich einige Eigenschaften eines hypothetischen Ur-Immunglobulins. Für diese Theorie spricht auch die phylogenetische Stellung der Knorpelfische und der Lungenfische. Die Entdeckung des Immunglobulins W ist deshalb vor allem für die Forschung zur Evolution des Immunsystems von Interesse.